# Casu axedu
Il Casu axedu, casu agedu, o frue, è un formaggio tipico della tradizione agropastorale della sardegna centrale. Viene prodotto con il latte crudo di capra, lasciato cagliare per 24 ore, con una temperatura tiepida, la stessa di cui ha bisogno lo yogurt, fresco di due giorni viene servito con la consistenza di un budino.
Le forme presentano facce rettangolari e piane con uno spessore di 4/7 cm e un peso che varia da 150 a 300 g. 
Lo stesso prodotto viene messo sotto sale sino alla sua completa asciugatura prendendo il nome di "Casu 'e fitta", "Fiscidu" o "frue salia"; quest'ultimo viene utilizzato per condire altri composti come i minestroni, non solo anche per la trasformazione dei culurgiones ogliastrini. 
Il Casu Axedu è un presidio Slow Food.